# Bits Laboratory
Bits Laboratory (有限会社ビッツラボラトリー?, Yūgen-gaisha Bittsu Raboratorī) è un'azienda sviluppatrice di videogiochi giapponese, fondata nel 1985.

## Lista dei videogiochi
- Toilet Kids (1992, PC Engine)
- Kiki KaiKai Dotou Hen (1988, Famicom Disk System)
- Cho Aniki Bakuretsu Ranto-hen (1995, SNES)
- Monstania (1996, SNES)